# Ismand (tilråb)
 For alternative betydninger, se Ismand (flertydig). (Se også artikler, som begynder med Ismand)
"Ismand" er et tilråb, der anvendes når nogen kysser.
I biografernes ungdom omkring 1910 var stumfilmene korte og blev afbrudt af pauser med anden underholdning som salg af is (og slik), som var en vigtig indtægt for biograferne. Film var dyre, og biografdirektøren kunne ikke sætte billetprisen så højt, at publikum blev væk.
Da der kom længere film, var der stadig pauser i filmen med salg af slik og is. Nogle af pauserne var, mens helten og heltinden kyssede hinanden langvarigt; det stærkeste der kunne vises.
I pauserne kaldte publikum på "ismanden" for at købe is. Han kunne ikke betjene alle på en gang, og publikum sad på deres pladser. Derfor kom han først til dem, som råbte højest for at lukke munden på dem.[kilde mangler]
I Politikens Slangordbog er udtrykket angivet som "drengesprog fra 1952" uden nærmere forklaring.
Mange råber stadig "ismand", når nogle kysser hinanden længe.[kilde mangler]

## Henvisning
1. ↑  "Hvorfor råber man 'ismand', når man ser nogen kysse?". Politiken. 13. april 2007.